# Шоппертен
Шоппертен (фр. Schopperten) — коммуна на северо-востоке Франции в регионе Гранд-Эст (бывший Эльзас — Шампань — Арденны — Лотарингия), департамент Нижний Рейн, округ Саверн, кантон Ингвиллер. До марта 2015 года коммуна административно входила в состав упразднённого кантона Сар-Юньон (округ Саверн).
Площадь коммуны — 4,19 км², население — 391 человек (2006) с тенденцией к росту: 427 человек (2013), плотность населения — 101,9 чел/км².

## Население
Население коммуны в 2011 году составляло 399 человек, в 2012 году — 414 человек, а в 2013-м — 427 человек.
| 1962 | 1968 | 1975 | 1982 | 1990 | 1999 | 2006 | 2008 | 2011 | 2012 | 2013 |
| ---- | ---- | ---- | ---- | ---- | ---- | ---- | ---- | ---- | ---- | ---- |
| 254  | 228  | 233  | 225  | 227  | 292  | 391  | 404  | 399  | 414  | 427  |

Динамика населения:

## Экономика
В 2010 году из 257 человек трудоспособного возраста (от 15 до 64 лет) 201 были экономически активными, 56 — неактивными (показатель активности 78,2 %, в 1999 году — 73,4 %). Из 201 активных трудоспособных жителей работали 187 человек (102 мужчины и 85 женщин), 14 числились безработными (5 мужчин и 9 женщин). Среди 56 трудоспособных неактивных граждан 19 были учениками либо студентами, 14 — пенсионерами, а ещё 23 — были неактивны в силу других причин.